# Planá (zámek)
Zámek v Plané na Tachovsku se nachází na místě někdejšího gotického hradu vystavěného ve 13. století. Na konci 16. století byl v majetku rodu Šliků přestavěn na renesanční zámek. V 17. a v 18. století byl barokně přestaven za vlády Sinzendorfů a následně ještě v 19. století prošel klasicistními úpravami, již v majetku Nosticů, kteří byli i jeho poslední majitelé před nástupem komunistického režimu. Po znárodnění v roce 1948 až do roku 1991 v zámku sídlila pohraniční stráž. Po pádu komunistického režimu žádala o vydání zámku Mathilda Nostizová, ale stát zámek před termínem pro restituční nárok prodal. Zámek Planá, který je od roku 1958 na seznamu kulturních památek a od roku 2013 na seznamu ohrožených kulturních památek, je v soukromém vlastnictví. 

## Historie
Hrad stál na místě dnešního zámku zřejmě již ve 13. století. Prvním známým držitelem Plané a zřejmě i gotického hradu byl v polovině 14. století Dobrohost z Plané. Stavbu tehdy tvořil obdélný palác a osmipatrová věž.
V polovině 16. století, kdy zámek vlastnil Mořic Šlik, byla zřejmě zahájena přestavba hradu na renesanční zámek. Další Šlikové nechali počátkem 17. století upravit fasády a interiéry v duchu pozdní renesance. Za třicetileté války zámek poškodily útoky obou válčících stran. Barokně byl zámek přestavěn po roce 1665, kdy byl v majetku Sinzendorfů.
Jeho posledními soukromými majiteli byli v letech 1822 až 1948 hrabata Nosticové. Nechali empírově upravit barokní jižní křídlo a přistavět další hospodářské a správní budovy. Po vymření rokytnické linie Nosticů přešel velkostatek na spřízněnou linii Nostic-Rieneck. Poslední majitelé Karel Ervín (1850–1911) a jeho syn Josef (1878–1946) zde trvale žili a jsou pohřbeni v nedaleké rodové hrobce.
V letech 1948–1991 sídlila v zámku Pohraniční stráž. O jeho vydání v restituci v roce 1992 neúspěšně žádala Josefova vnučka Mathilda Nostitzová, která se na zámku narodila a do dvanácti let v něm žila.
Dva měsíce po její žádosti však stát zámek prodal. Jeho vlastnictví pak přecházelo na další vlastníky, jeho stav se přitom dál zhoršoval. V roce 2013 byl zařazen na seznam ohrožených nemovitých památek. Jeho stav je podle NPÚ „velmi špatný, odpovídající dlouhodobé neúdržbě; některé konstrukce vykazují kritický až havarijní stav (např. trámové malované stropy)“.
Jeho stav se jen dál zhoršoval, nakonec na něj byl vydán exekuční příkaz k prodeji. V říjnu 2015 byl neúspěšně nabízen v dražbě za 1,3 milionu korun. V další dražbě (2017), která opět nepřinesla zámku nového majitele, byl zámek nabízen s nejnižší vyvolávací cenou 650 tisíc korun.
V nočních hodinách z 10. na 11. listopadu 2017 byl dlouhodobě zanedbaný zámek postižen rozsáhlým požárem. Na začátku roku 2020 se změnil majitel objektu, kterým je společnost Zámek Planá. Nový majitel začal čerpat finance z havarijního fondu Ministerstva kultury na zabezpečení střechy.

## Stavební podoba
Pozůstatky gotického hradu se dochovaly především ve třech křídlech na severovýchodní straně zámku a svou rozlohou odpovídají větší části hradního jádra. V něm stávala ještě věž zbořená při renesanční přestavbě. Údajně měla osm pater, ale není jasné, zda se jednalo o bergfrit nebo donjon.

## Zajímavost
- V roce 1634 zde na cestě do Chebu krátce před svou smrtí přespal Albrecht z Valdštejna.[1]
- Zámek patří mezi nejméně prozkoumaná panská sídla na západě Čech. Po druhou polovinu 20. století sloužil jako kasárna pohraniční stráže, poté patřil soukromým vlastníkům. Proto zde neproběhl stavebně-historický ani archeologický výzkum okolí.[10]

## Fotogalerie

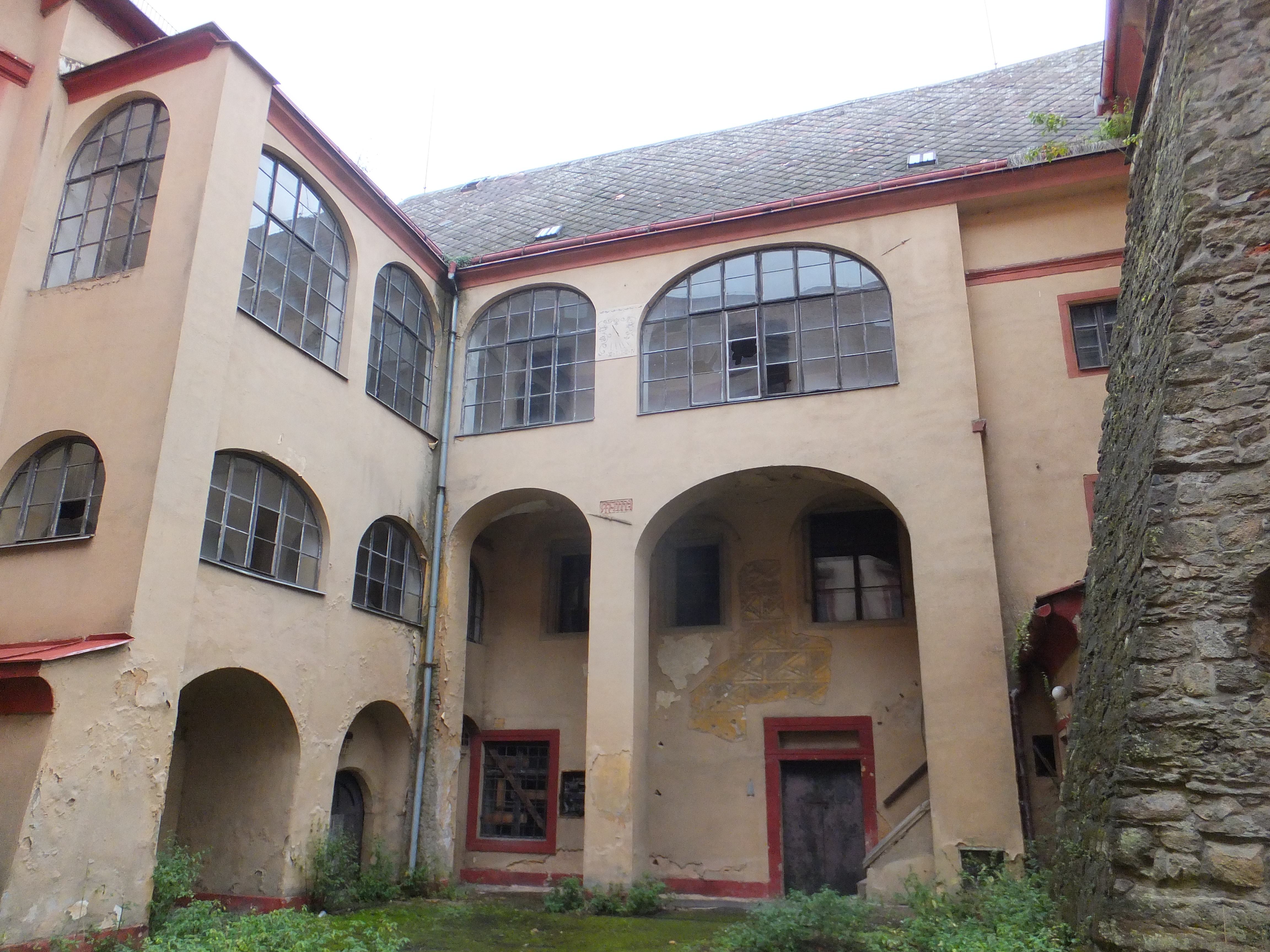
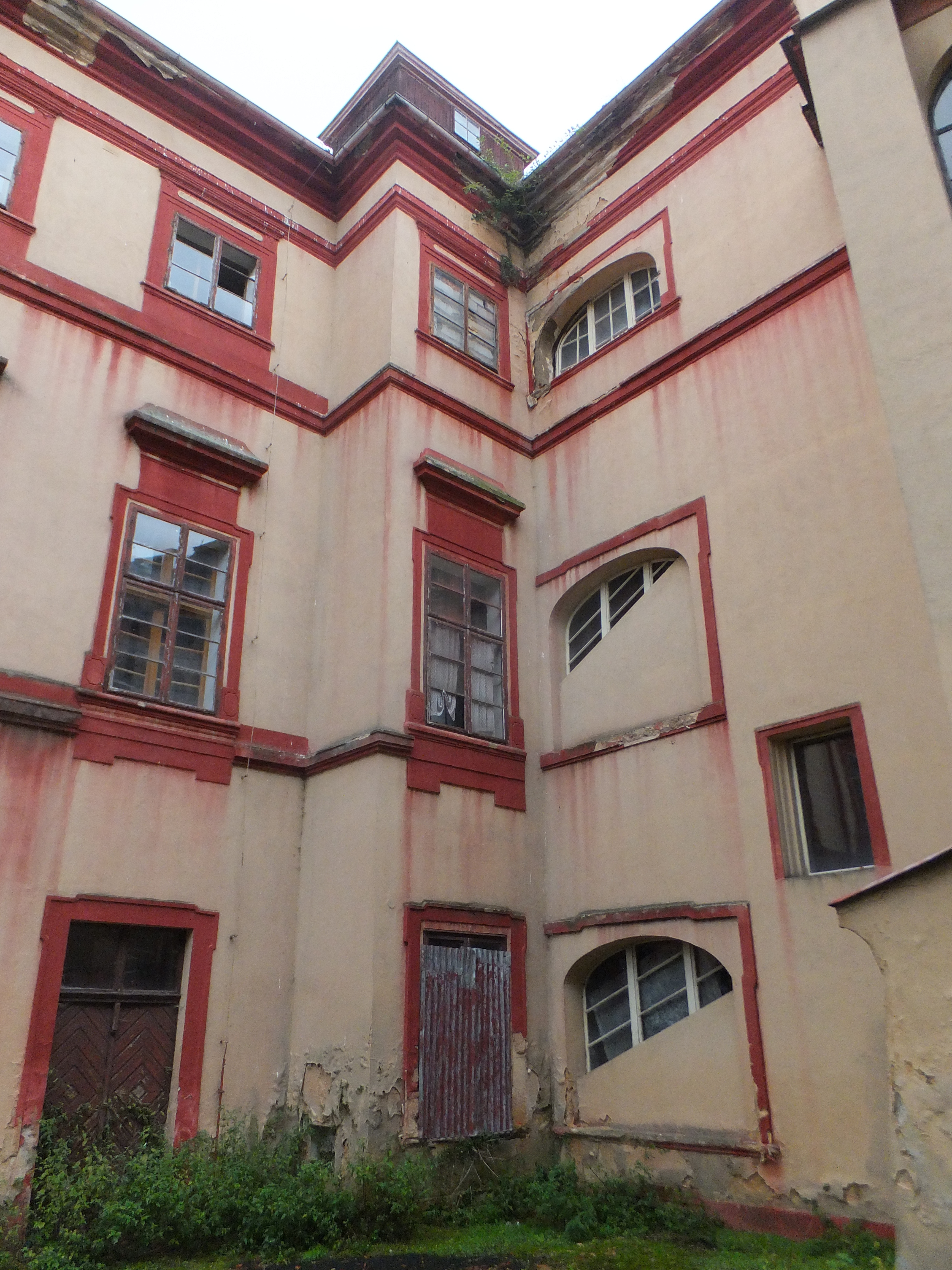
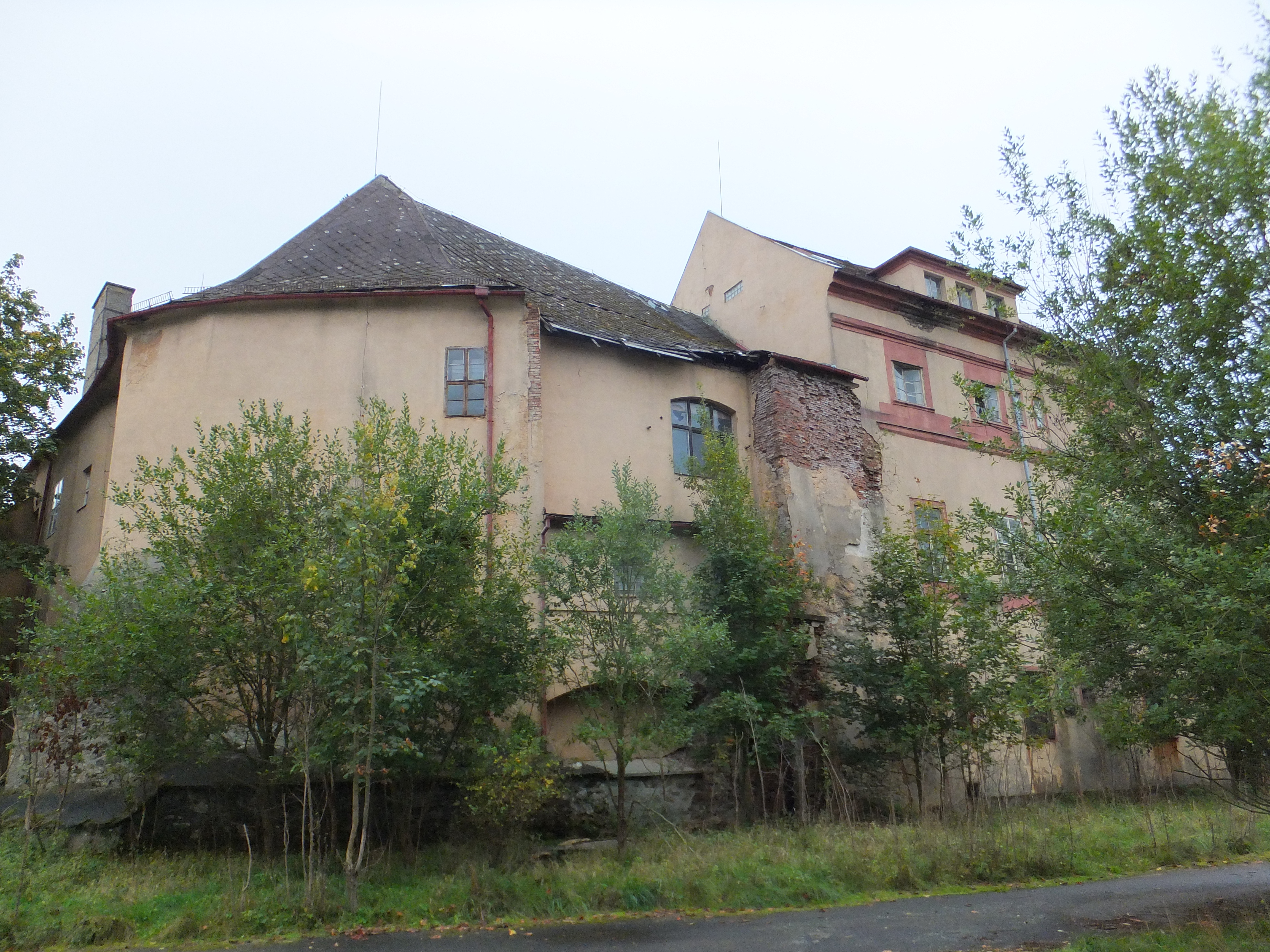
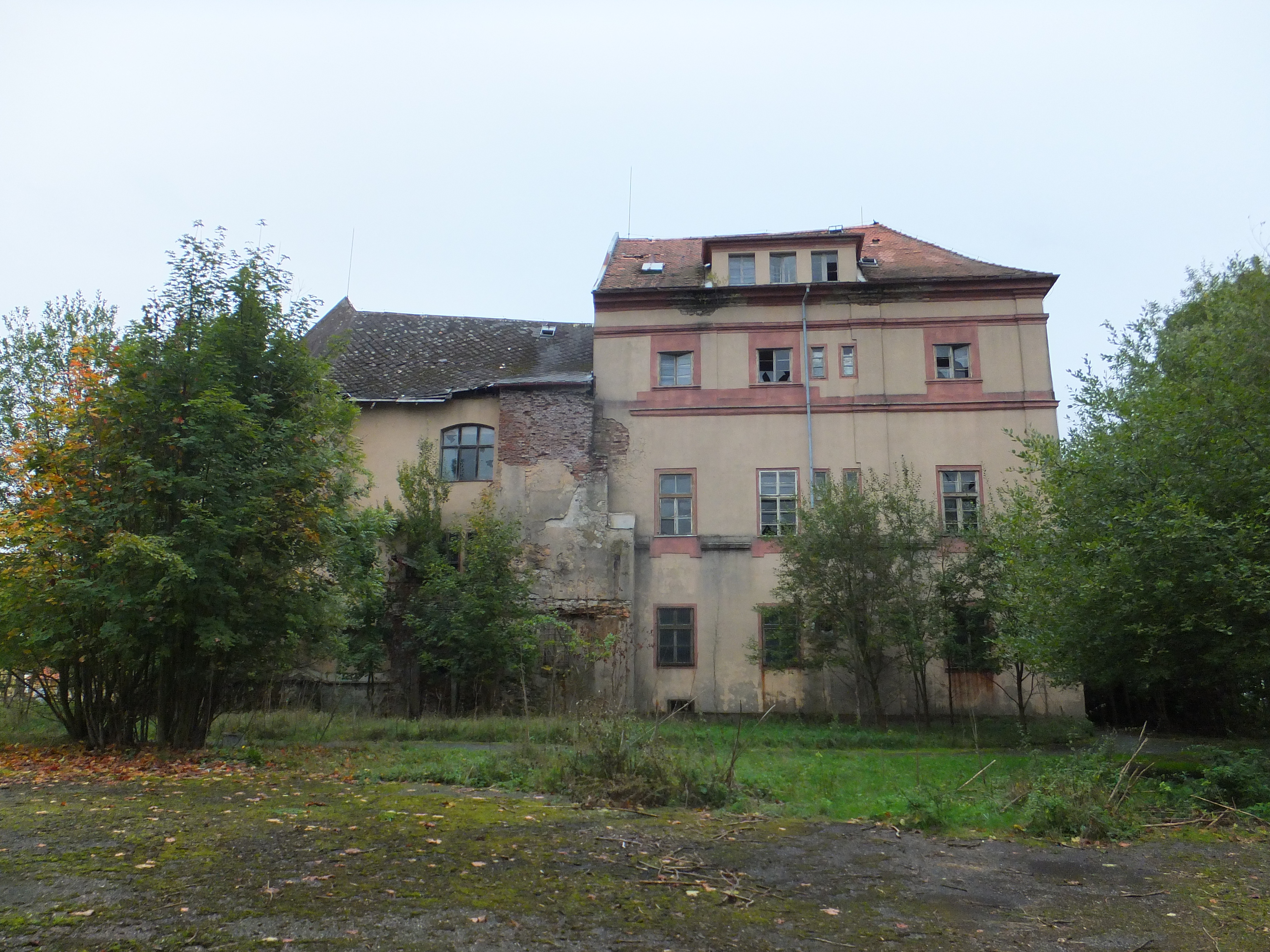
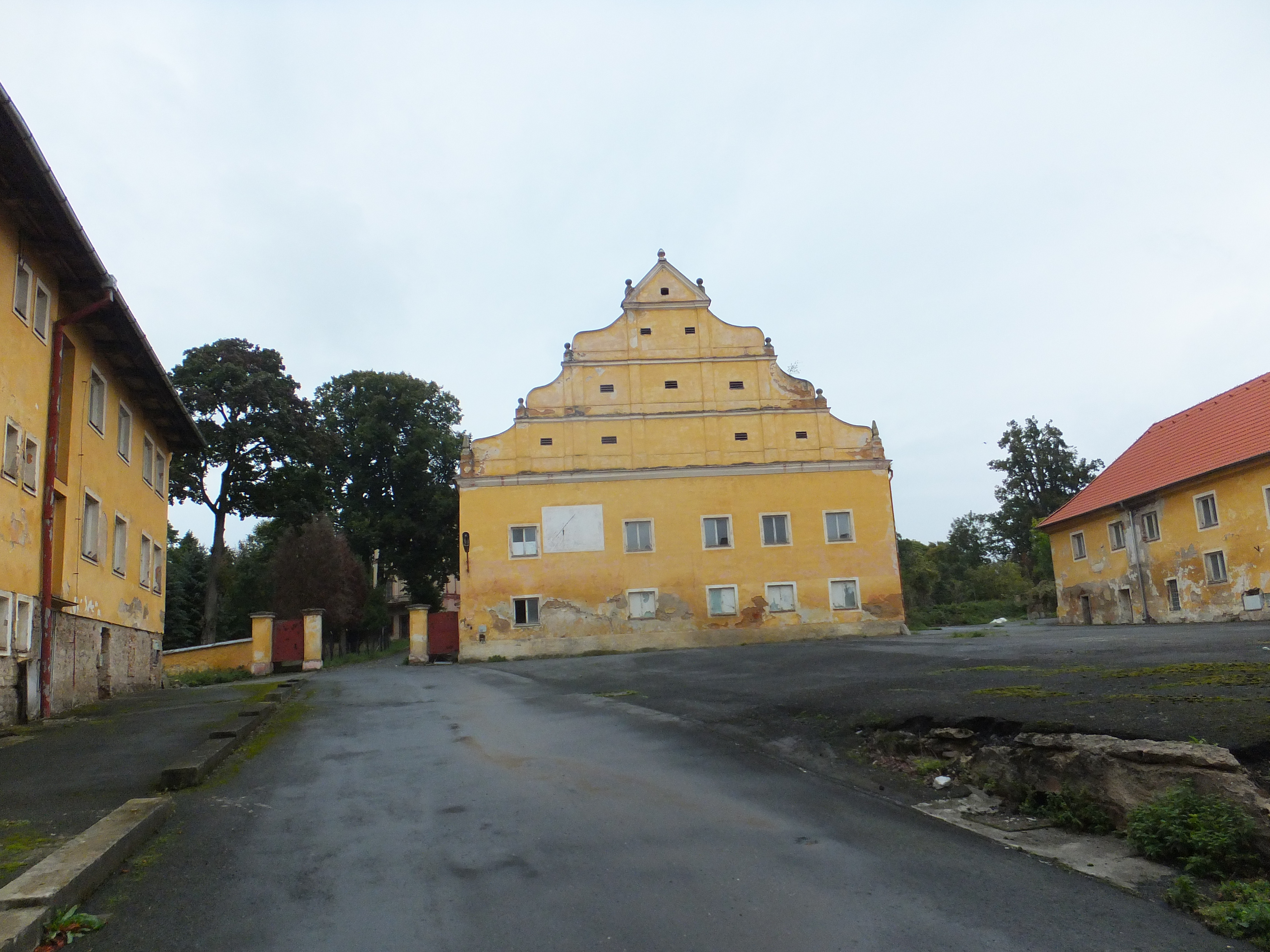